# Sciuroleskea mittenii
Sciuroleskea mittenii là một loài Rêu trong họ Stereophyllaceae. Loài này được (Spruce ex Mitt.) M. Fleisch. miêu tả khoa học đầu tiên năm 1922.